# 北九州市立黒崎中央小学校
北九州市立黒崎中央小学校（きたきゅうしゅうしりつくろさきちゅうおうしょうがっこう）は、福岡県北九州市八幡西区にある公立小学校。

## 沿革
- 2007年4月1日 - 北九州市立黒崎小学校と北九州市立陣山小学校との統合により開校
- 2008年1月6日 - 福岡県小学校児童画展にて学校奨励賞受賞
- 2009年1月6日 - 福岡県小学校児童画展にて学校奨励賞受賞
- 2014年8月7日 - NHK合唱コンクール県大会出場し、銅賞受賞
- 2015年8月4日 - NHK合唱コンクール県大会出場し、金賞受賞
- 2016年8月4日 - NHK合唱コンクール県大会出場し、金賞受賞
- 2017年8月4日 - NHK合唱コンクール県大会出場し、金賞受賞
- 2019年4月11日 - 北九州市の教育制度のモデル校として教科担任制・専科指導開始
- 2020年3月2日～23日 - 新型コロナウイルス感染予防対策のため臨時休校
- 2021年4月7日～5月31日 - 臨時休校

## 学校教育目標
思いやりの心をもち、自ら学び、たくましく生きる子どもの育成

～子どもの学びを「つなぎ」、「かさね」「つらぬく」学校教育の創造～